# Щепкін В'ячеслав Миколайович
В'ячеслав Миколайович Щепкін (рос. Вячеслав Николаевич Щепкин; *(25 травня (6 червня) 1863, Тімоніно (Нікольське) Богородський повіт Московська губернія — 2 грудня 1920, Москва) — російський історик українського походження, мовознавець, славіст, спеціаліст з руської палеографії. Син Миколи Щепкіна, брат Євгена та Миколи Щепкіних.

## Біографія
В'ячеслав Миколайович Щепкін народився 25 травня 1863 року у Богородському повіті, Московської губернії в містечку Тімоніно.
Після завершення 3-ї московської гімназії (1881) вищу освіту отримав на Історико-філалогічним факультеті Московського університету.
У 1899 році за дисертацію рос. «Рассуждение о языке Саввиной книги»  (Петербург, вид. 2 від. Імператорської академії наук) отримав науковий ступінь магістра слов'янської словесності. Щепкіну належить ряд праць з слов'янського мовознавства та літературі, палеографії руським (переважно російським) давностям та іконописам, котрі складені в рос. «Трудах»  Спільноти історії та давності, Московського археологічного суспільства, Російського відділення Імператорської академії наук «Archiv für Slavische Philologie».
У 1903 році В'ячеслав Щепкін видав за порученням Імператорського російського історичного музею 11 випуск рос. «Описания памятников музея» (Житие св. Нифонта лицевое XVI в., иконографический анализ и описание миниатюр и альбом снимков). У 1906 році дослідження Вячеслава Щепкіна рос. «Болонская псалтырь» вийшло окремою книгою; в цьому ж році Щепкін захистив її як докторську дисертацію. Захистивши докторську, почав викладати на Вищих жіночих курсах у Москві. У 1912 році став ординарним професором Московського університету. Протягом багатьох років роботи в університеті читав лекційні курси по введенню в славістику, старослов'янської мови, болгарської, словенської, полабської та іншим слов'янських мов, палеографії, історії слов'янських літератур. Керував семінаром з мистецтва Візантії і стародавніх слов'ян. У 1913 році обраний членом-кореспондентом Академії наук по Відділенню російської мови та словесності.
В'ячеслав Щепкін помер 2 грудня 1920 року в місті Москва, похований на Новодівичому кладовищі.

## Родина
Донька вченого Марфа (1894—1984) пішла по традиції батька обрав професію славіста та палеографа стала доктором історичних наук, а з 1919 по 1981 роки працювала у Державному історичному музеї.